# Gomitradougou
Gomitradougou is een gemeente (commune) in de regio Kayes in Mali. De gemeente telt 7300 inwoners (2009).
De gemeente bestaat uit de volgende plaatsen:
- Bassibougou
- Gomitra
- Kouloudienguè (hoofdplaats)
- Missira
- N’Tallabougou
- Niamakoro
- Sébabougou
- Wattaye